# Municipalità locale di Lesedi
Lesedi è una municipalità locale (in inglese Lesedi Local Municipality) appartenente alla municipalità distrettuale di Sedibeng della provincia del Gauteng in Sudafrica. 
In base al censimento del 2001 la sua popolazione è di 73.692 abitanti.
La sede amministrativa e legislativa è la città di Heidelberg e il suo territorio si estende su una superficie di 1.486 km² ed è suddiviso in 11 circoscrizioni elettorali (wards). Il suo codice di distretto è GT423.

## Geografia fisica

### Confini
La municipalità locale di Lesedi confina a nord con quella di Delmas (Nkangala/Mpumalanga), a est con quella di Govan Mbeki (Gert Sibande/Mpumalanga), a sud con quella di Dipaleseng (Gert Sibande/Mpumalanga), a sud e a ovest con quella di Midvaal e a nord con il municipio metropolitano di Ekurhuleni.

### Città e comuni
- Cerutiville
- Devon
- Heidelberg
- Impumelelo
- Jameson Park
- Lesedi Local Municipality
- Nigel
- Ratanda
- Springs

### Fiumi
- Blesbokspruit
- Boesmanspruit
- Rietspruit
- Suikerbosrant

### Dighe
- Petrus Van Der Merwe Haar